# Províncies Il·líriques
Les Províncies Il·líriques, van ser una entitat política que va existir durant les Guerres Napoleòniques. Estaven compostes per un conjunt heterogeni de territoris avui en dia austríacs, croats, italians, montenegrins i eslovens, que havien estat ocupats per Napoleó entre 1805 i 1806 i foren annexats al Primer Imperi Francès el 1809. El 1813, l'Imperi Austríac les va reconquerir.

## Història
Les Províncies Il·líriques foren establertes el 1809 amb l'antiga Dalmàcia veneciana i els territoris dàlmates sota ocupació francesa (la República de Ragusa singularment) i els territoris cedits per Àustria després de la batalla de Wagram i el tractat de Schoenbrunn (Caríntia, Carniola, part de Croàcia al sud-est del riu Sava, Gorizia i Trieste). La capital fou establerta a Laibach, avui Ljubljana (capital d'Eslovènia), i va ser nomenat un governador-general, essent el primer Auguste de Marmont. El codi civil francès va ser imposat; els jueus emancipats i les lleis que els privaven de drets abolides; els idiomes oficials foren el francès, l'italià, l'alemany i l'eslavònic.
Administrativament es va dividir en departaments a l'estil de França, essent de 1809 a 1811 els 11 següents:
| Departament        | Capital   |
| ------------------ | --------- |
| Adelsberg          | Adelsberg |
| Boques del Cattaro | Cattaro   |
| Croàcia            | Karlstadt |
| Dalmàcia           | Zara      |
| Fiume              | Fiume     |
| Gorizia            | Görz      |
| Laibach            | Laibach   |
| Neustadt           | Neustadt  |
| Ragusa             | Ragusa    |
| Trieste            | Trieste   |
| Willach            | Willach   |

De resultes del tractat de Tilsit, el juny de 1807, la marina britànica imposà un bloqueig al mar Adriàtic. El 22 d'octubre del 1810, una temptativa francoitaliana de prendre l'illa de Vis, en possessió de les forces britàniques va fracassar.
El 1811 l'administració fou reestructurada i es van dividir en 7 intendències:
| Intendència     | Capital   |
| --------------- | --------- |
| Caríntia        | Willach   |
| Carniola        | Laibach   |
| Croàcia civil   | Karlstadt |
| Croàcia militar | Senj      |
| Dalmàcia        | Zara      |
| Ístria          | Trieste   |
| Ragusa          | Ragusa    |

L'agost de 1813 Àustria va declarar la guerra a França i el general austríac Franz Tomasic va envair les províncies il·liriques; els croats de l'exèrcit francès van canviar de bàndol. Zadar va capitular el 6 de desembre de 1813 (després de 34 dies assetjada) i a Ragusa una revolta popular va obligar els francesos a sortir de la ciutat, instal·lant-se un govern provisional republicà, fins que varen arribar els austríacs el 20 de desembre. Els montenegrins van ocupar Kotor però l'11 de juny de 1814 es varen veure obligats a entregar-la a Àustria davant la presència d'un fort exèrcit. Els britànics varen ocupar les illes de la costa i hi van restar fins al juliol de 1815. El Congrés de Viena va confirmar la sobirania austríaca i el 1816 es va establir un regne d'Il·líria (sense incloure Dalmàcia) i va existir formalment fins al 1849 però de fet el 1822 ja va desaparèixer en integrar-se els districtes croats dins el regne d'Hongria (part de l'Imperi d'Àustria-Hongria)

## Llista de governants
- Juliol de 1806 - 1809: Vincenzo Dandolo (governador)

### Governadors militars de Dalmàcia
- 25 desembre de 1805 - 7 juliol 1806: Gabriel Jean Joseph Molitor
- 7 juliol 1806 - 1809: Auguste Frédéric Louis Viesse de Marmont
- 1809 -14 octubre 1809: Clausel Bertrand, comte Bertrand

### Governadors generals de les Províncies Il·liriques
- 14 octubre 1809 - gener 1811: Auguste Frederic Louis Viesse de Marmont, duc de Ragusa
- 21 febrer 1811 - 9 abril 1811: Alexis-Joseph Delzons (interí)
- 9 abril 1811 - 21 febrer 1812: Henri-Gratien Bertrand
- 21 febrer de 1812 - 1813: Jean-Andoche Junot, duc d'Abrantès
- juliol de 1813 - agost de 1813: Joseph Fouché, duc d'Òtranto

### Ducs de Dalmàcia i de Ragusa
- 11 juny 1808 - 28 octubre 1813: Nicolas Jean-de-Dieu Soult, duc de Dalmàcia
- 1809 - desembre 1813: Auguste Frédéric Louis Viesse de Marmont, duc de Ragusa

### Governador austríac
- 1813 - 1814: ocupació militar (Franz Tomasic)
- 1814 (a 1831): Franz Tomasic (governador)